# Herwig Jorissen
Herwig Jorissen (Berg, 4 februari 1950) is een Belgische syndicalist voor het ABVV.

## Levensloop
Jorissen, afkomstig uit een bescheiden Tongerens landbouwgezin met tien kinderen, genoot een technische metaalopleiding. In zijn jeugd was hij een tweetal jaren lid van het extreemrechtse Vlaamse Militanten Orde (VMO), de toenmalige knokploeg van de Volksunie. Zelf omschrijft hij deze periode als een onbezonnen jeugdzonde. Mogelijks is zijn lidmaatschap te verklaren door zijn familiale banden met Wim Jorissen, mede-stichter van zowel de Volksunie als het VMO.
Na zijn legerdienst als paracomando, ging hij op 19-jarige leeftijd als werknemer aan de slag bij FN in Herstal en later bij ALZ te Genk. Vervolgens vatte hij zijn werkzaamheden bij de socialistische vakbond aan. In 1977 trad hij aldaar toe tot de top van Centrale der Metaalindustrie van België (CMB) als nationaal secretaris. In 1999 werd hij verkozen tot nationaal voorzitter van de vakcentrale. Toen het begin 2006 tot een scheiding kwam tussen de Vlaamse en Waalse metallo's, werd hij de voorganger van de "autonome" Vlaamse metaalcentrale van het ABVV.
Hij staat algemeen bekend als het typevoorbeeld van een hardliner die eerder actie voert op straat dan aan de overlegtafel. Zo speelde hij een belangrijke rol in de protesten tegen het generatiepact in 2005 en was hij samen met Erwin De Deyn van BBTK de drijvende kracht achter het socialistische verzet tegen het interprofessioneel akkoord (IPA) van 2011, waarbij vooral de samensmelting van het arbeiders- en bediendestatuut hen een doorn in het oog was. Voornamelijk, zo stelde hij, omdat het voorstel het slechtste van beide statuten combineerde. Toch wordt hij door zowel voor- als tegenstanders (waaronder Karel Vinck - destijds manager van Union Minière) bestempeld als een gewiekst en succesvol onderhandelaar zowel tijdens loonoverleg met Agoria als bij bedrijfsherstructureringen.